# Santa Luce
Santa Luce è un comune italiano di 1 616 abitanti della provincia di Pisa in Toscana.

## Geografia fisica
Dal 1927 al 1957 il comune di Santa Luce fu accorpato a quello di Orciano Pisano, formando il comune di Santa Luce Orciano (km² 77; 3 571 abitanti nel 1951). Fu nuovamente diviso nel 1957. Il territorio comunale si estende per 66,72 km² tra le Colline Pisane, Colline Livornesi, e le ultime propaggini settentrionali della Maremma Pisana.

### Territorio
- Classificazione sismica: zona 2 (sismicità medio-alta), Ordinanza PCM 3274 del 20/03/2003

### Clima
- Classificazione climatica: zona D, 1824 GR/G
- Diffusività atmosferica: media, Ibimet CNR 2002

## Storia
L'area era conosciuta e abitata fin dall'epoca etrusca. Il primo documento scritto in cui è menzionata risale all'877. In quel periodo le terre passarono sotto il controllo di diverse famiglie: i Cadolingi, feudatari tra Fucecchio e Colline Pisane, i loro eredi Upezzinghi, insediatisi in Pisa, fino al 1406, quando il territorio dovette arrendersi al dominio fiorentino.
In occasione di un fallimentare tentativo di ribellione dei pisani a Firenze, nel 1496 il castello e la cinta muraria del borgo di Santa Luce furono distrutti, come quello della vicina Orciano.
Nel corso della seconda guerra mondiale, Santa Luce fu uno dei comuni toscani designati come luogo di internamento civile per ebrei stranieri. Vi soggiornò per alcuni mesi, dal 23 luglio 1943, una coppia di origine austriaca, i Kammer, che vi giunsero dopo essere stati confinati nei due anni precedenti a soggiorno coatto a Barbarano Romano e quindi al campo di internamento di Ferramonti di Tarsia. Secondo le nuove disposizioni della Repubblica Sociale Italiana i due coniugi furono soggetti ad arresto. Il marito (Karl Kammer) fu condotto a morire ad Auschwitz il 16 maggio 1944, mentre la moglie (Dora Sternhell) sfuggì alla deportazione solo perché nel frattempo deceduta il 9 gennaio 1944.

### Simboli
Lo stemma e il gonfalone del comune sono stati concessi con decreto del presidente della Repubblica del 19 luglio 1986.
Il gonfalone è un drappo trinciato di verde e di bianco.
Il comune ha adottato una bandiera, concessa con D.P.R. del 22 settembre 2014, costituita da un drappo trinciato di verde e di bianco caricato dello stemma comunale.

## Monumenti e luoghi d'interesse
(Attilio Zuccagni-Orlandini, Indicatore topografico della Toscana granducale (1856))
Santa Luce conserva tuttora i resti della rocca medievale. Il paese mantiene intatta la planimetria dell'antico borgo feudale: l'abitato, che ricalca la linea delle fortificazioni, si stringe a cerchi attorno allo spazio da cui il castello dominava la vallata.
Tra le attrazioni di maggior pregio, la Pieve romanica (nella frazione Pieve Santa Luce), l'oasi faunistica del lago di Santa Luce, l'ecomuseo dell'alabastro (parte di una rete museale che coinvolge anche Volterra e Castellina Marittima) e il villaggio disabitato di Monteforti, con i resti del santuario della Madonna (un tempo il più importante della zona).
Nella frazione di Pomaia ha sede un centro di cultura buddista tra i più importanti in Europa: l'istituto Lama Tzong Khapa, fondato nel 1977.

### Architetture religiose
- Chiesa di Santa Lucia
- Chiesa di San Bartolomeo a Pastina
- Chiesa di Santo Stefano a Pomaia
- Pieve di Santa Maria Assunta e di Sant'Angelo a Pieve Santa Luce
- Santuario della Madonna a Monteforti

### Aree naturali
Nel comune di Santa Luce, si trova la riserva naturale provinciale Lago di Santa Luce, un'area protetta di 278 ettari.

## Società

### Evoluzione demografica
Abitanti censiti

## Geografia antropica

### Frazioni
Il comune di Santa Luce riconosce ufficialmente tre frazioni:
- Pastina (215 m s.l.m., 326 abitanti)[13]
- Pieve Santa Luce (146 m s.l.m., 97 abitanti)[13]
- Pomaia (183 m s.l.m., 264 abitanti)[13]

In passato il comune comprendeva anche la frazione di Monteforti, oggi disabitata.

## Economia
L'economia è ancora legata in buona parte all'agricoltura, che è l'attività produttiva principale di queste colline. Di riconosciuto valore l'olio, il vino, il miele e i cereali prodotti nelle aziende agricole presenti sul territorio. A Santa Luce inoltre è ancora possibile entrare in contatto con mestieri e attività tradizionali, professioni dimenticate, come il lavoro del carbonaio (a Pastina lavora uno degli ultimi ancora attivi in Italia) o degli artigiani dell'alabastro. Turismo (agriturismi, nuovo ostello della gioventù) e servizi (anche culturali) in espansione.

## Amministrazione

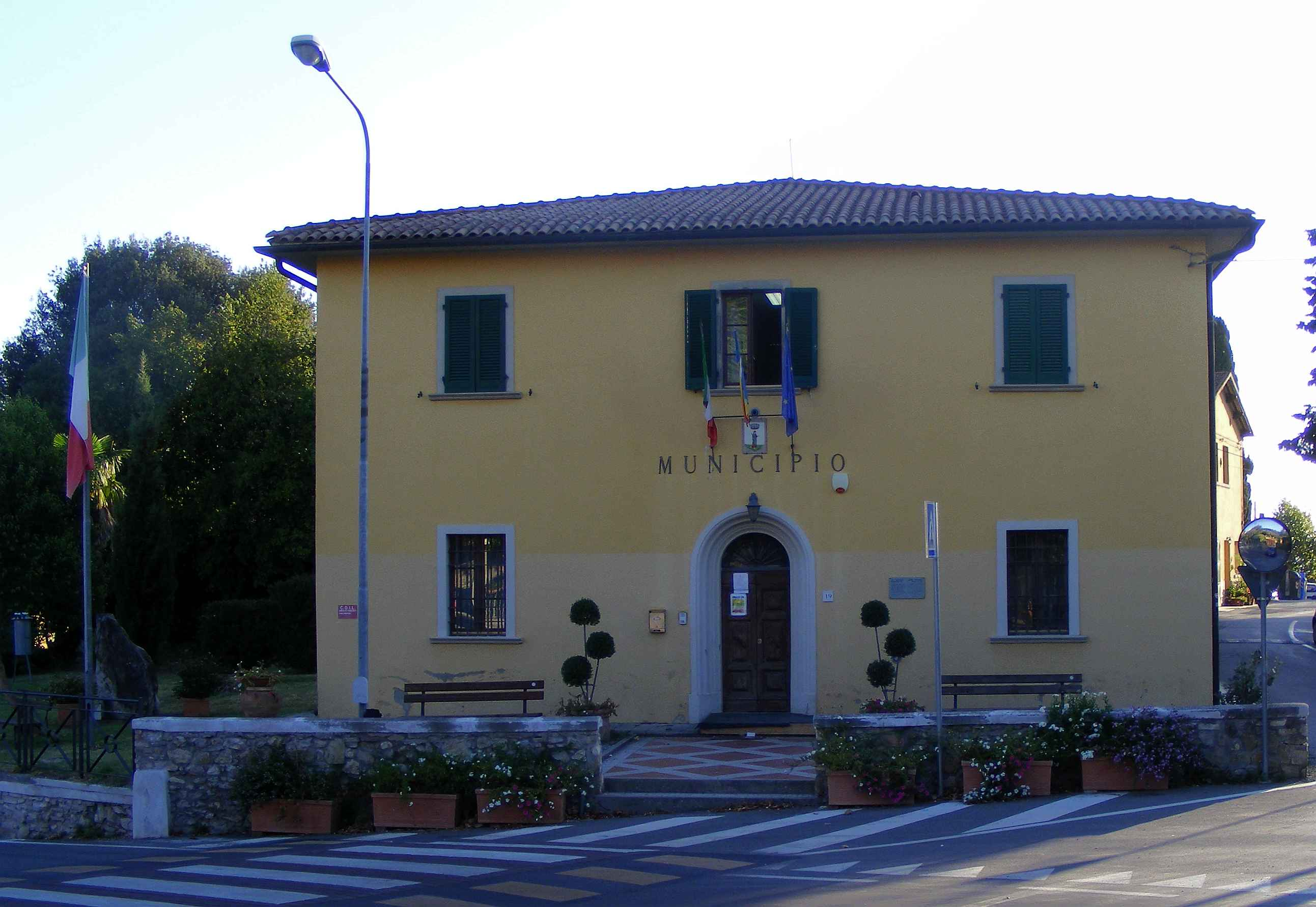
Il municipio

Di seguito è presentata una tabella relativa alle amministrazioni che si sono succedute in questo comune.
| Periodo        | Periodo        | Primo cittadino        | Partito                            | Carica  | Note   |
| -------------- | -------------- | ---------------------- | ---------------------------------- | ------- | ------ |
| 25 luglio 1988 | 7 giugno 1993  | Roberta Consigli       | Partito Democratico della Sinistra | Sindaco | [ 14 ] |
| 7 giugno 1993  | 28 aprile 1997 | Giamila Carli Biancani | -                                  | Sindaco | [ 14 ] |
| 28 aprile 1997 | 14 maggio 2001 | Giamila Carli Biancani | sinistra                           | Sindaco | [ 14 ] |
| 14 maggio 2001 | 30 maggio 2006 | Nadia Lenzini          | centro-sinistra                    | Sindaco | [ 14 ] |
| 30 maggio 2006 | 16 maggio 2011 | Federico Pennesi       | lista civica di centro-destra      | Sindaco | [ 14 ] |
| 16 maggio 2011 | 5 giugno 2016  | Andrea Marini          | centro-sinistra                    | Sindaco | [ 14 ] |

## Sport
Il comune di Santa Luce, ha ospitato numerose tappe di eventi automobilistici sportivi, principalmente legati al mondo dei rally. Dal 1979 al 1992, faceva tappa il Rally di Sanremo, valevole per il campionato del mondo rally, richiamando folle di appassionati da tutta italia e non solo, poiché una prova speciale ( divenuta famosa nell'ambiente rallystico) partiva appena fuori dal centro abitato ed aveva proprio il nome del paese. Oltre al mondiale, si sono svolte tappe anche di numerosi rally minori con validità italiana o nazionale (Rally Casciana terme, Rally Coppa Liburna) che si sono disputati fino a fine anni '90. Il tratto di strada interessato era quello della strada provinciale sterrata che dal paese attraversa la collina e la selva di Poggio al Pruno fino al confine con il comune di Chianni.
La strada esiste ancora oggi conservando le stesse caratteristiche, anche se spesso riversa in condizioni di scarsa manutenzione. Il colle di Poggio al Pruno dal 2012 ospita il più grande parco eolico della Toscana.